# Överkalix
Överkalix – miejscowość (tätort) w Szwecji, w regionie administracyjnym (län) Norrbotten, siedziba gminy Överkalix.
Według danych Szwedzkiego Urzędu Statystycznego liczba ludności wyniosła: 1036 (31 grudnia 2015), 1007 (31 grudnia 2018) i 1039 (31 grudnia 2019).